# Сартаков (фамилия)
Сартаков — русская фамилия тюркского происхождения, которая встречается в документах начиная с XV века.

## Этимология
Вопрос об этимологии фамилии Сартаков не имеет однозначного ответа. По одной из версий эта фамилия ведёт своё происхождение от древнего имени Сартак, которое связывают с тюркским племенем сартов. Это имя, в частности, носил один из сыновей монгольского хана Батыя, которому отец доверил охрану западных границ своей империи. В русском фольклоре Сартак — имя былинного врага Древней Руси, который был зятем Калин-царя. В ранних документах оно встречается с XV века, например его носил судья великого князя в городе Кострома в 1498 году. Однако более вероятной считается версия, по которой это имя является производной формой от слова сарт — старинного названия тюркоязычного населения среднеазиатских городов.
Возможно также, что происхождение фамилии Сартаков связано с татарским словом «сартак», которое в ряде регионов (например — в бывшей Тобольской губернии или в Шадринском районе Курганской области) обозначает у ичкинских татар морковь. По заключению В. П. Тимофеева это слово является отличительным признаком ичкинских татар от уфимских. В этом значении оно встречается у В. П. Бирюкова в книге «Урал в его живом слове» (стр. 206—207, Свердловск, 1953 год).

## ДНК
ДНК-тест представителя фамилии Сартаков показал принадлежность к Y-субгаплогруппе N-Z35051 dys391=11 dys458=15, возраст которой оценивается менее 1000 лет, и к которой принадлежит один из каждых 300 русских. Среди ближайших родственников этой ветви - 600-летние останки из Монголии.